# 長尾南氏魚
長尾南氏魚，為輻鰭魚綱水珍魚目小口兔鮭科的其中一種，為深海魚類，分布於太平洋與大西洋海域，棲息深度400-1100公尺，體長可達13.3公分，棲息在中層水域，生活習性不明。
种加词 longicauda 意为“长尾的”。